# Ayala Procaccia
Ayala Procaccia (hebreiska: אילה פְּרוֹקַצ'יה; född 1941) är en före detta Israelisk justitieråd för Israels högsta domstol. Innan hon valdes till högsta domstolen 2001 arbetade hon som domare i Jerusalems Magistrates’ Court fram till 1993 och i Jerusalems distriktsdomstol från 1993 till 2001.

## Biografi
Procaccia föddes i Kibbutz Ashdot Ya'akov av föräldrarna Hanan Aynor och Yaffa Puterman-Efrat (Rodstein). Hon var deras enda barn och hon gick på kommunala skolor i Tel Aviv.
Hon tjänstgjorde i den israeliska försvarsmakten mellan 1959 och 1961. Hon tog examen från Hebreiska universitetet i Jerusalem med en jur. kand.-examen 1963 och en magisterexamen 1969. Efter sin examen tjänstgjorde hon som juridisk assistent till överdomare Simon Agranat i fyra år. År 1969 flyttade hon till USA för att skaffa en doktorandexamen inom juridisk vetenskap (S.J.D.) vid University of Pennsylvania Law School. Efter sin examen 1972 återvände hon till Israel och blev en juridisk assistent till Attorney General of Israel motsvarande justitiekanslern i Sverige. År 1983 utnämndes hon till juridisk rådgivare vid Securities and Exchange Commission i Israel.
2001 valdes hon till den högsta domstolen i Israel där hon tjänstgjorde fram till hennes pensionering år 2011.
Procaccia var tidigare gift med Uriel Procaccia som hon skilde sig från 1991. Hon har två barn.

### Fotnoter
1. ↑  Eliahou, Galia. ”Ayala Procaccia”. Jewish Women's Archive. http://jwa.org/encyclopedia/article/procaccia-ayala. Läst 2 juni 2015.
2. ↑  Tomer Zarchin and Dana Weiler-Polak (14 april 2011). ”Court overturns regulation forcing foreign workers to leave after giving birth”. Haaretz. http://www.haaretz.com/print-edition/news/court-overturns-regulation-forcing-foreign-workers-to-leave-after-giving-birth-1.355841. Läst 9 april 2013.